# Tiziana Fabbricini
Tiziana Fabbricini (Asti, 23 de febrero de 1959) soprano italiana que se destacó como intérprete de Violetta en La Traviata.

## Biografía
Fue una recordada Violetta en La Traviata de Verdi en La Scala en 1990 y 1992 dirigida por Riccardo Muti en la puesta en escena de la cineasta Liliana Cavani. Su parecido físico con la legendaria Maria Callas sirvió de modelo a esta producción que evocaba la de Callas con Luchino Visconti en 1955. Cantó el personaje más de 150 representaciones, con él debutó en 1993 en el Metropolitan Opera de Nueva York y Houston.
Otros papeles que abordó: Il Turco in Italia, Il Viaggio a Reims, Ivanhoe, Don Giovanni, La Muta di Portici, Lucia di Lammermoor, Arianna in Nasso, (G.Porpora), La Serva Padrona, Anna Bolena, Maria Stuarda, Adriana Lecouvreur, Macbeth, Attila, Tosca, Manon Lescaut, Cavalleria Rusticana y la Messa de Requiem.
Su carrera transcurrió en la década de los noventa. Considerada otra de las fallidas sucesoras de Callas como Sylvia Sass o Elena Suliotis, se dedica al repertorio contemporáneo actualmente.